# Francis Meadow Sutcliffe

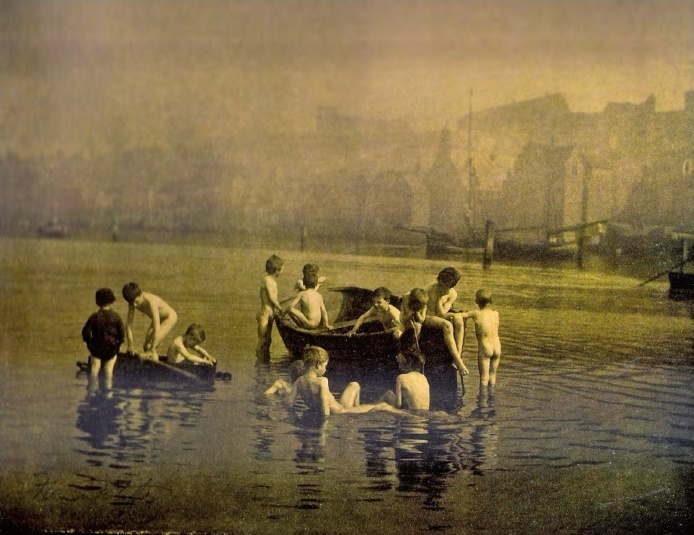
Water Rats, farbversion, etwa 1890

Francis Meadow (Frank) Sutcliffe (* 6. Oktober 1853 in Headingley, Leeds; † 31. Mai 1941 in Whitby) war ein englischer Fotograf.

## Leben
Der Sohn des Malers und Radierers Thomas Sutcliffe und Sarah Lorentia Button erhielt seine elementare Ausbildung an einer Dame school, bevor er in der neuen Technologie der Fotografie unterwiesen wurde.
Er bestritt seinen Lebensunterhalt als Porträtfotograf. Er arbeitete zunächst in Tunbridge Wells, Kent, und später dann für den Rest seines Lebens in Whitby, North Yorkshire. Sein Vater brachte ihn in Kontakt mit prominenten Persönlichkeiten der Welt der Kunst wie John Ruskin, und er nahm ihm übel, dass er seine Kunst prostituierte, um Bilder von Urlaubern zu machen. Sein Geschäft in der Skinner Street verband ihn mit Whitby und dem Eskdale Tal. Durch das Fotografieren einfacher Menschen, die er gut kannte, schuf er ein sehr vollendetes und aufschlussreiches Bild einer spätviktorianischen Stadt und der Menschen, die dort lebten und arbeiteten.
Sein berühmtestes Foto stammt aus dem Jahre 1886 – Water Rats –, es zeigt nackte Kinder. Aber das Bild ist nicht erotisch. Sutcliffe gebrauchte die Konventionen der akademischen Nacktheit, um zu zeigen, wie Fotografie sich der Kunst nähern kann. Der lokale Klerus jedoch exkommunizierte ihn, um zu zeigen, dass er dachte, dass das Foto schlecht für das andere Geschlecht sei. Edward VII. (damals Prince of Wales) kaufte später eine Kopie des Bildes.
Er war ein überaus produktiver Schriftsteller zu fotografischen Themen; er wirkte an mehreren Zeitschriften mit und schrieb eine regelmäßige Kolumne in der Yorkshire Weekly Post. Seine Werke befinden sich in der Sammlung der Whitby Literary and Philosophical Society und in anderen nationalen Sammlungen.
Er heiratete am 1. Januar 1875 Eliza Weatherill Duck, die Tochter eines lokalen Stiefelmachers. Er zeugte einen Sohn und drei Töchter und besaß ein Haus in Sleights. 1935 wurde er Ehrenmitglied der Royal Photographic Society. Er starb am 31. Mai 1941 und wurde auf dem Friedhof in Aislaby beerdigt.